# Anderson Luís de Abreu Oliveira
Anderson Luís de Abreu Oliveira  (Porto Alegre, Brasil, 13 de abril de 1988), más conocido como Anderson, es un exfutbolista brasileño que jugaba de centrocampista. En septiembre de 2019 anunció su retirada.

## Trayectoria
Debutó en el Grêmio en 2004, apareciendo en cinco partidos y anotando un gol, además de ayudar al equipo a regresar a la primera división de Brasil. Su gol ante el Náutico fue crucial.
En abril de 2005, jugó con Brasil el Campeonato Sudamericano sub-17. En octubre ganó el Balón de Oro Adidas con su selección en la Copa Mundial de Fútbol Sub-17 de 2005, en la que terminaron subcampeones detrás de México.
Tras solo cinco partidos con el Grêmio, fichó en diciembre por el Porto y debutó el 5 de marzo de 2006, formando parte de la plantilla que se adjudicaría esa temporada el título de la Primeira Liga. La siguiente campaña, se vio obligado a perderse cinco meses de la temporada debido a una fractura en la pierna. Según el periodista inglés Tim Vickery, tras esta lesión, nunca volvió a ser el mismo jugador rápido. Tras su recuperación, regresó a los terrenos de juego, debutando en la Liga de Campeones de la UEFA ante el CSKA Moscú. En ese partido, fue elegido mejor jugador sobre el terreno de juego e incluso disparó un balón en el travesaño del portero Igor Akinfeev. Con los Dragones, ganó también la Primeira Liga, la Copa de Portugal y la Supercopa de Portugal.
El 30 de marzo de 2007 se confirmó su fichaje por el Manchester United por 25 millones de euros. Alex Ferguson hizo que su hermano le acompañara durante «cuatro o cinco» semanas antes de fichar al atleta.
Con la lesión del titular Paul Scholes, fue asignado a la posición de centrocampista de segunda línea por el entrenador Alex Ferguson, y cumplió bien su papel. Constantemente improvisado en la posición, rindió con regularidad. Alex Ferguson admiró el potencial del jugador y dijo que podría ser el sucesor de Paul Scholes.
Con el club ganó la Premier League y la Liga de Campeones de la UEFA en la temporada 2007-08, y siendo subcampeón en la temporada 2008-09. En la final de la Liga de Campeones de la UEFA 2008-09 tuvo una discreta actuación. En 2013, Alex Ferguson le acusó de «hacer solo tres pases durante los primeros 45 minutos de partido». El ayudante del Mancheter United, Mick Clegg, también le criticó por ser un jugador indolente: «decidió no trabajar duro, así que es difícil sentir mucha simpatía por él». Rafael da Silva afirmó que su mejor estado de forma de era cuando tenía muchos partidos, porque era cuando «no podía comer tanto». Luego de no contar para el técnico escocés David Moyes el jugador fue cedido con opción de compra a la Fiorentina.
Tras no renovar con la Fiorentina, fue fichado por el S. C. Internacional el 3 de febrero de 2015, firmando por cuatro temporadas. En febrero de 2017 fue cedido al Coritiba. Casi un año después, el 18 de enero de 2018, vio rescindido su contrato con el S. C. Internacional. El 30 de julio de 2018 fichó por el Adana Demirspor turco y tras jugar un solo partido, en la temporada 2019-20, se retiró en septiembre de 2019 a los 31 años.

## Selección nacional
En abril de 2005, Anderson jugó para Brasil en el Campeonato Sudamericano sub-17. El siguiente octubre, participó en la Copa Mundial sub-17 de la FIFA 2005 y ganó el Balón de Oro, mientras que Brasil fue subcampeón.
Anderson hizo su debut internacional para el equipo brasileño absoluto el 27 de junio de 2007 en su derrota por 2-0 ante México en la Copa América 2007, entrando como sustituto en el segundo tiempo. Finalmente, Brasil se coronó campeón. En julio de 2008, el entrenador de Brasil, Dunga, convocó a Anderson en el equipo de 18 jugadores para los Juegos Olímpicos de verano de 2008. Marcó el primer gol de Brasil en su segundo partido de fase de grupos ante Nueva Zelanda, partido que terminó 5-0. El 22 de agosto de 2008, Brasil ganó la medalla de bronce al derrotar a Bélgica por 3-0.

### Participaciones en Copa América
| Copa              | Sede      | Resultado | Partidos | Goles |
| ----------------- | --------- | --------- | -------- | ----- |
| Copa América 2007 | Venezuela | Campeón   | 2        | 0     |

### Participaciones en Juegos Olímpicos
| Torneo                | Sede  | Resultado         | Partidos | Goles |
| --------------------- | ----- | ----------------- | -------- | ----- |
| Juegos Olímpicos 2008 | Pekín | Medalla de bronce | 5        | 1     |

## Estadísticas

### Clubes
| Club | Div.          | Temporada     | Liga  | Liga  | Liga estatal(1) | Liga estatal(1) | Copas nacionales(2) | Copas nacionales(2) | Copa de la Liga(3) | Copa de la Liga(3) | Torneos internacionales(4) | Torneos internacionales(4) | Otros(5) | Otros(5) | Total | Total |
| Club | Div.          | Temporada     | Part. | Goles | Part.           | Goles           | Part.               | Goles               | Part.              | Goles              | Part.                      | Goles                      | Part.    | Goles    | Part. | Goles |
| --- | ------------- | ------------- | ----- | ----- | --------------- | --------------- | ------------------- | ------------------- | ------------------ | ------------------ | -------------------------- | -------------------------- | -------- | -------- | ----- | ----- |
| Grêmio F. B. P. A. · Brasil | 1.ª           | 2004          | 6     | 1     | 0               | 0               | 0                   | 0                   | —                  | —                  | —                          | —                          | 0        | 0        | 6     | 1     |
| Grêmio F. B. P. A. · Brasil | 2.ª           | 2005          | 13    | 5     | 8               | 3               | 4                   | 0                   | —                  | —                  | —                          | —                          | 0        | 0        | 25    | 8     |
| Grêmio F. B. P. A. · Brasil | Total club    | Total club    | 19    | 6     | 8               | 3               | 4                   | 0                   | —                  | —                  | —                          | —                          | 0        | 0        | 31    | 9     |
| F. C. Porto Portugal | 1.ª           | 2005-06       | 3     | 0     | —               | —               | 2                   | 0                   | —                  | —                  | 0                          | 0                          | 0        | 0        | 5     | 0     |
| F. C. Porto Portugal | 1.ª           | 2006-07       | 15    | 2     | —               | —               | 0                   | 0                   | —                  | —                  | 4                          | 0                          | 1        | 1        | 20    | 3     |
| F. C. Porto Portugal | Total club    | Total club    | 18    | 2     | —               | —               | 2                   | 0                   | —                  | —                  | 4                          | 0                          | 1        | 1        | 25    | 3     |
| Manchester United F. C. Inglaterra | 1.ª           | 2007-08       | 24    | 0     | —               | —               | 4                   | 0                   | 1                  | 0                  | 9                          | 0                          | 0        | 0        | 38    | 0     |
| Manchester United F. C. Inglaterra | 1.ª           | 2008-09       | 17    | 0     | —               | —               | 3                   | 0                   | 6                  | 0                  | 9                          | 0                          | 3        | 0        | 38    | 0     |
| Manchester United F. C. Inglaterra | 1.ª           | 2009-10       | 14    | 1     | —               | —               | 1                   | 0                   | 3                  | 0                  | 5                          | 0                          | 0        | 0        | 23    | 1     |
| Manchester United F. C. Inglaterra | 1.ª           | 2010-11       | 18    | 1     | —               | —               | 4                   | 0                   | 2                  | 0                  | 6                          | 3                          | 0        | 0        | 30    | 4     |
| Manchester United F. C. Inglaterra | 1.ª           | 2011-12       | 10    | 2     | —               | —               | 1                   | 0                   | 0                  | 0                  | 4                          | 0                          | 1        | 0        | 16    | 2     |
| Manchester United F. C. Inglaterra | 1.ª           | 2012-13       | 17    | 1     | —               | —               | 3                   | 0                   | 2                  | 1                  | 4                          | 0                          | —        | —        | 26    | 2     |
| Manchester United F. C. Inglaterra | 1.ª           | 2013-14       | 4     | 0     | —               | —               | 0                   | 0                   | 2                  | 0                  | 1                          | 0                          | 1        | 0        | 8     | 0     |
| Manchester United F. C. Inglaterra | 1.ª           | 2014-15       | 1     | 0     | —               | —               | 0                   | 0                   | 1                  | 0                  | 0                          | 0                          | 0        | 0        | 2     | 0     |
| Manchester United F. C. Inglaterra | Total club    | Total club    | 105   | 5     | —               | —               | 16                  | 0                   | 17                 | 1                  | 38                         | 3                          | 5        | 0        | 181   | 9     |
| A. C. F. Fiorentina · Italia | 1.ª           | 2013-14       | 7     | 0     | —               | —               | 1                   | 0                   | —                  | —                  | —                          | —                          | —        | —        | 8     | 0     |
| S. C. Internacional · Brasil | 1.ª           | 2015          | 30    | 0     | 12              | 0               | 1                   | 1                   | —                  | —                  | 2                          | 0                          | 0        | 0        | 45    | 1     |
| S. C. Internacional · Brasil | 1.ª           | 2016          | 20    | 1     | 16              | 3               | 3                   | 1                   | —                  | —                  | —                          | —                          | 4        | 0        | 43    | 5     |
| S. C. Internacional · Brasil | Total club    | Total club    | 50    | 1     | 28              | 3               | 4                   | 2                   | —                  | —                  | 2                          | 0                          | 4        | 0        | 88    | 6     |
| Coritiba F. C. · Brasil | 1.ª           | 2017          | 12    | 0     | 11              | 3               | —                   | —                   | —                  | —                  | —                          | —                          | —        | —        | 23    | 3     |
| Adana Demirspor Turquía | 2.ª           | 2018-19       | 11    | 0     | —               | —               | 3                   | 0                   | —                  | —                  | —                          | —                          | —        | —        | 14    | 0     |
| Adana Demirspor Turquía | 2.ª           | 2019-20       | 1     | 0     | —               | —               | —                   | —                   | —                  | —                  | —                          | —                          | —        | —        | 1     | 0     |
| Adana Demirspor Turquía | Total club    | Total club    | 12    | 0     | —               | —               | 3                   | 0                   | —                  | —                  | —                          | —                          | —        | —        | 15    | 0     |
| Total carrera | Total carrera | Total carrera | 223   | 14    | 47              | 9               | 30                  | 2                   | 17                 | 1                  | 44                         | 3                          | 10       | 1        | 371   | 30    |
| (1) Incluye datos del Campeonato Gaúcho (2005-16) y Campeonato Paranaense (2017). (2) Incluye datos de la Copa de Brasil (2005-16), Copa de Portugal (2005-06), FA Cup (2007-13), Copa Italia (2013-14) y Copa de Turquía (2018-19). (3) Incluye datos de la Copa de la Liga de Inglaterra (2007-14). (4) Incluye datos de la Liga de Campeones (2006-13), Liga Europa (2012) y Copa Libertadores (2015). (5) Incluye datos de la Supercopa de Portugal (2006), Community Shield (2007-13), Supercopa de Europa (2008) y Copa Mundial de Clubes (2008). |               |               |       |       |                 |                 |                     |                     |                    |                    |                            |                            |          |          |       |       |

## Palmarés

### Campeonatos estatales
| Título                | Club                | Estado             | Año  |
| --------------------- | ------------------- | ------------------ | ---- |
| Campeonato Gaúcho     | S. C. Internacional | Río Grande del Sur | 2015 |
| Campeonato Gaúcho     | S. C. Internacional | Río Grande del Sur | 2016 |
| Campeonato Paranaense | Coritiba F. C.      | Paraná             | 2017 |

### Campeonatos nacionales
| Título                | Club                    | País       | Año  |
| --------------------- | ----------------------- | ---------- | ---- |
| Serie B               | Grêmio F. B. P. A.      | Brasil     | 2005 |
| Primeira Liga         | F. C. Porto             | Portugal   | 2006 |
| Copa de Portugal      | F. C. Porto             | Portugal   | 2006 |
| Supercopa de Portugal | F. C. Porto             | Portugal   | 2006 |
| Primeira Liga         | F. C. Porto             | Portugal   | 2007 |
| Community Shield      | Manchester United F. C. | Inglaterra | 2007 |
| Premier League        | Manchester United F. C. | Inglaterra | 2008 |
| Community Shield      | Manchester United F. C. | Inglaterra | 2008 |
| Copa de la Liga       | Manchester United F. C. | Inglaterra | 2009 |
| Premier League        | Manchester United F. C. | Inglaterra | 2009 |
| Copa de la Liga       | Manchester United F. C. | Inglaterra | 2010 |
| Community Shield      | Manchester United F. C. | Inglaterra | 2010 |
| Premier League        | Manchester United F. C. | Inglaterra | 2011 |
| Community Shield      | Manchester United F. C. | Inglaterra | 2011 |
| Premier League        | Manchester United F. C. | Inglaterra | 2013 |
| Community Shield      | Manchester United F. C. | Inglaterra | 2013 |

### Campeonatos internacionales
| Título                         | Club                         | Sede      | Año  |
| ------------------------------ | ---------------------------- | --------- | ---- |
| Campeonato Sudamericano Sub-17 | Selección de Brasil sub-17   | Venezuela | 2005 |
| Copa América                   | Selección de Brasil          | Venezuela | 2007 |
| Liga de Campeones              | Manchester United F. C.      | Moscú     | 2008 |
| Juegos Olímpicos               | Selección olímpica de Brasil | Pekín     | 2008 |
| Copa Mundial de Clubes         | Manchester United F. C.      | Yokohama  | 2008 |

### Distinciones individuales
| Distinción                                       | Año  |
| ------------------------------------------------ | ---- |
| Balón de Oro de la Copa Mundial de Fútbol Sub-17 | 2005 |
| Premio Golden Boy                                | 2008 |

## Vida personal
En agosto de 2021, fue acusado por la Fiscalía General del Estado de Rio Grande do Sul por su implicación en la Operación Cryptoshow. La operación investiga a un grupo de hackers por una trama ilegal con bitcoins que burló el sistema informático del Banco Santander y malversó 35 millones de reales de la empresa metalúrgica Gerdau.
En septiembre de 2024, fue detenido por impago de la pensión alimenticia. Anderson debía más de 300 000 reales (cerca de 88 mil dólares al cambio de la época).